# Elisabeth Osterwalder
Elisabeth Osterwalder (...) è una sciatrice alpina e atleta paralimpica svizzera che ha rappresentato la Svizzera ai Giochi paralimpici invernali del 1984, vincendo in totale sette medaglie.

## Carriera

### Sci alpino
Nello sci alpino paralimpico, Osterwalder ha vinto tre medaglie d'oro (slalom gigante IV A con un tempo di 3'02"07 a Örnsköldsvik 1976, slalom gigante 2B - in 3'39"11 - e slalom speciale 2B - in 2'07"16 - a Geilo 1980) e un argento nella gara di supercombinata LW4 (in 7'08"33) a Innsbruck 1984.

### Atletica leggera
Osterwalder ha inoltre gareggiato nelle gare di atletica leggera paralimpica alle Paralimpiadi estivi di Arnhem 1980, vincendo una medaglia d'oro nel getto del peso C1 (con la misura di 6,01 m)), una medaglia d'argento nel lancio del giavellotto C1 (risultato 14,94 m) e una di bronzo nel lancio del disco C1 (un lancio di 14,02 m).

## Palmarès

### Giochi paralimpici
Sci alpino
- 4 medaglie:
  - 3 ori (slalom gigante IVA a Örnsköldsvik 1976; slalom gigante 2B e slalom speciale 2B a Geilo 1980)
  - 1 argento (supercombinata LW4 a Innsbruck 1984)

Atletica leggera
- 3 medaglie:
  - 1 oro (getto del peso C1 ad Arnhem 1980)
  - 1 argento (lancio del giavellotto C1 ad Arnhem 1980)
  - 1 bronzo (lancio del disco C1 ad Arnhem 1980)